# Veľké Lovce
Veľké Lovce (in ungherese Újlót) è un comune della Slovacchia facente parte del distretto di Nové Zámky, nella regione di Nitra.